# Frank Ganzera
Frank Ganzera (Dresden, 8 september 1947) is een voormalig voetballer uit Oost-Duitsland, die speelde als verdediger. Hij kwam het grootste deel van zijn loopbaan uit voor Dynamo Dresden.

## Interlandcarrière
Ganzera kwam in totaal 13 keer (nul doelpunten) uit voor de nationale ploeg van Oost-Duitsland in de periode 1969–1973. Onder leiding van bondscoach Harald Seeger maakte hij zijn debuut op 8 december 1969 in de vriendschappelijke wedstrijd tegen Irak (1–1) in Bagdad, net als invaller Joachim Streich (FC Hansa Rostock). Met de nationale ploeg won Ganzera de bronzen medaille op de Olympische Spelen in 1972 (München).

## Erelijst
Dynamo Dresden
- DDR-Oberliga:

1971, 1973, 1976
- Oost-Duitse beker

1971